# Bradley J. Birzer
Bradley J. Birzer (* 6. September 1967) ist ein US-amerikanischer Historiker mit christlich-humanistischer und konservativer Orientierung. Er ist Professor für Geschichte am Hillsdale College in Michigan und hat hier den Russell Amos Kirk Chair in American Studies inne.

## Bildungsweg
Bradley J. Birzer wurde im amerikanischen Bundesstaat Kansas geboren und besuchte dort die Wiley Elementary School in Hutchinson. Er absolvierte ein Studium an der University of Notre Dame, das er mit dem Bachelor im Jahre 1990 abschloss. 1987/88 verbrachte er dabei als Auslandsjahr an der Universität Innsbruck. Seinen Doktortitel erhielt er 1998 an der Indiana University.

## Akademische und publizistische Laufbahn
Birzer lehrt seit dem Jahre 1999 am Hillsdale College in Michigan. Hier ist er Geschichtsprofessor auf dem Russel Amos Kirk Chair in American Studies. Im Studienjahr 2014/15 war er Scholar of Residence und Visitung Scholar in Conservative Thought and Policy an der University of Colorado Boulder. Birzer ist Vorstandsmitglied des Free Enterprise Institute und des Russell Kirk Center for Cultural Renewal sowie Fellow der
Ronald Reagan Presidential Library, des McConell Center an der University of Louisville, des Intercollegiate Studies Institute, der Foundation for Economic Education und des Center for Economic Personalism in Brasilien.
Im Jahre 2010 wurde Birzer Mitbegründer des konservativ-humanistisch orientierten Online-Kulturportals The Imaginative Conservative und ist bis heute einer der Hauptautoren. Im Jahre 2012 beteiligte er sich an der Gründung von Progarchy.com, einem Internetmagazin für Musik mit dem Schwerpunkt auf Progressive Rock. Er schreibt darüber hinaus für die katholischen Webportale Ignatius Insight, Catholic World Report und Catholic World sowie die paläokonservative Zeitschrift The American Conservative. Birzer betreibt einen persönlichen Blog namens Stormfields.

## Werk und Denken
Birzers Denken und Wirken bewegt sich im Spannungsfeld zwischen Katholizismus und Konservativismus. Er gibt an, in einem "Goldwater-Haushalt" aufgewachsen zu sein, der seine Vorstellungen in der Jugend bestimmte. Als besonders prägendes Ereignis für sein politisches Bewusstsein nennt er den Besuch einer Rede Ronald Reagans an der University of Notre Dame einige Monate nach dessen Wahl zum amerikanischen Präsidenten. Als frühe Einflüsse auf sein politisches Denken gibt Birzer den Unternehmer und Publizisten Robert J. Ringer sowie den Ökonomen Milton Friedman an, die beide die Prinzipien der freien Marktwirtschaft vertraten. Von zentraler Bedeutung für Birzer wurde Russell Kirk, der als Vater des modernen amerikanischen Konservativismus gilt und über den er eine Vielzahl von Essays und die Biographie Russell Kirk: American Conservative (2015) verfasste. Zudem veröffentlichte Birzer 2018 einen Begleitkommentar zu Edmund Burkes Reflections on the Revolution in France.
Birzer vertritt, im Anschluss an Russel Kirk, das Konzept eines Imaginative Conservatism, in dem die kulturellen Erzeugnisse der menschlichen Vorstellungskraft eine entscheidende Rolle spielen. Die kulturelle Dimension existiert hierbei nicht getrennt von der politischen, sondern ist wesentlich mit ihr verschränkt. Die literarischen Einflüsse auf Birzer gewinnen im Sinne dieses Ansatzes eine hohe Bedeutung. Hierunter nennt er die Schriftsteller Ray Bradbury, der den Genres Science-Fiction, Horror und Phantastik verpflichtet war, Leon Uris, der historische Romane verfasste, sowie vor allem J. R. R. Tolkien, über den er das Buch J.R.R. Tolkien's Sanctifying Myth (2003) schrieb.
Obwohl Birzer katholisch aufgewachsen ist, vertrat er zu Anfang seines Studiums einen überzeugten Atheismus.
Von dieser Haltung wandte er sich im Anschluss an eine Zugreise in Marokko im Januar 1988 in Folge der dortigen Erlebnisse ab und wurde zu einem überzeugten Christen. Viele von Birzers Werken behandeln insofern katholisch geprägte Denker. Darunter fallen Russell Kirk, J. R. R. Tolkien und der Kulturhistoriker Christopher Dawson.
Als Historiker der amerikanischen Geschichte konzentriert sich Birzer auf die Zeit vom Unabhängigkeitskrieg bis in die erste Hälfte des 19. Jhdts. Für diesen Zeitraum hat er eine Biographie Charles Carrolls, des einzigen katholischen Unterzeichners der amerikanischen Unabhängigkeitserklärung, zwei biographisch orientierte Werke über den siebten amerikanischen Präsidenten Andrew Jackson sowie die politischen Schriften James Fenimore Coopers als Herausgeber publiziert.

## Familie
Bradley J. Birzer ist mit Dedra Birzer (geb. McDonald) verheiratet, die ebenfalls Geschichte am Hillsdale College lehrt. Sie haben gemeinsam sieben Kinder.

## Veröffentlichungen

### Monographien
- (mit Larry Schweikart) The American West. Wiley Desk Reference, Wiley 2002, ISBN 978-0471401384.
- J.R.R. Tolkien's Sanctifying Myth. ISI Book 2003, ISBN 978-1932236200.
- Sanctifying the World: The Augustinian Life and Mind of Christopher Dawson. Christendom Press 2007, ISBN 978-0931888861.
- American Cicero: Charles Carroll of Carrollton. ISI Books 2014, ISBN 978-1497635715.
- Neil Peart: Cultural (Re)Percussions. WordFire Press 2015, ISBN 978-1614753544.
- Russell Kirk: American Conservative. University Press of Kentucky 2015, ISBN 978-0813166193.
- In Defense of Andrew Jackson. Regnery History 2018, ISBN 978-1621577287.
- Reflections on Reflections: A Close Reading of Edmund Burke. Spirit of Cecilia Books 2018.
- Andrew Jackson Redux: Further Thoughts on His Life and Times. Spirit of Cecilia Books 2019.
- Birzer Guide to Pop and Art Rock. Cecilia's Notations 1. Spirit of Cecilia Books 2019.
- Seeking Christendom: An Augustinian Defense of Western Civilization. Spirit of Cecilia Books 2019.
- Beyond Tenebrae: Christian Humanism in the Twilight of the West. Angelico Press 2019, ISBN  978-1621384977.

### Herausgeberschaft
- James Fenimore Cooper: American Democrat and Other Political Writings. Conservative Leadership Series 8, Gateway Editions 2001, ISBN 978-0895262424.